# Worth Matravers
Worth Matravers – wieś w Anglii, w hrabstwie Dorset, w dystrykcie (unitary authority) Dorset. Leży 31 km na wschód od miasta Dorchester i 168 km na południowy zachód od Londynu. Miejscowość liczy 644 mieszkańców.